# Ivan Lvovič Pankov
Svatý Ivan (Ioann) Lvovič Pankov (1873 – 26. dubnajul./ 9. května 1918greg., Usť-Nugr) byl ruský jerej Ruské pravoslavné církve a mučedník.

## Život
Narodil se roku 1873 v rodině psalomščika (žalmista) Lva Pankova.
Byl učitelem mužského učiliště ve městě Livny v Orlovské gubernii.
Byl vysvěcen na jereje a začala působit v chrámu Svaté Trojice ve vesnici Usť-Nugr v Orlovské gubernii.
Dne 16. září 1915 se stal učitelem Zákona Božího na Kurasovském a Tolkačevského učiliště. Po příjezdu do vesnice Usť-Nugr se aktivně podílel na shromažďování darů pro uprchlíků a věnoval osobní finanční prostředky ve výši 13 rublů a 50 kopějek.
Byl členem Orlovského pravoslavného petropavlovského bratrstva.
Roku 1917 mu bylo uděleno právo nosit nábederník.
Dne 24. února 1918 po pohřbu zesnulého ve vesnici Kargominka, přišli k otci Ivanovi dva rudoarmějci aby mu předali klíče od stodoly kvůli tomu že nepředal chleba sedlákovy z vesnice Čegodajeva. Kněz vysvětlil, že sedlák měl předat na žádost Krivcovské potravinové správy a vydáním výměnného lístků část žita což neudělal a proto nedostal chléb. Rudí gardisté vytáhli revolvery, hrozili střelbou a znovu požádali o klíče, kněz odmítl. Krátce na to za ním přišli sedláci aby pohřbil zesnulého a gardisté odešli. Po vykonání pohřbu odešel pohřbít dalšího člověka ve vesnici Tolkačevo. Za jeho nepřítomnosti prohledalo 15-20 gardistů jeho dům a zatkli zde jeho syna Nikolaje, který byl frontovým důstojníkem. Všechno v domě bylo gardisty zničeno a poté co se otec Ivan vrátil domů, dva gardisté požadovali klíče od stodoly. Otec Ivan jim klíče předal a gardisté vynosily žito, oves, pohanku, konopí a mouku. Pro kněze zbilo 6-7 pudů mouky. Farníci byli ke knězi velmi nakloněni, ale nemohli mu nijak pomoci.
V polovině versty od chrámu v Usť-Nugru se nacházel vodní mlýn, který patřil monastýru Optina Pustyň v jurisdikci kalužské eparchie. V zimě tento mlýn převzala Krivcovská volosť a jeho správa byla svěřena tolkačevskému vojáku Tichonu Kutuzovi, rodnému bratrů bolchovského komisaře spravedlnosti. Tento voják se od místního obyvatelstva lišil svou bezbožností a pronásledoval místního kněze Ivana Pankova. Ten kvůli šíření pověstí, že ho Kutuzov hodlá zatknout nebo dokonce zabít, požádal farníky o ochranu. Na Velkou sobotu Kutuzov, opilý a ozbrojený, po návštěvě psalomščika a učitele přišel k otci Ivanovi, který vyděšeně nařídil zvonit na poplach. Strach se ukázal být zbytečný, protože Kutuzov přišel požádat o odpuštění.
Sedláci, pobouřeni jeho protináboženským dováděním a pronásledováním kněze, přišli prvního velikonočního dne 22. dubna za Kutuzovem do mlýna, aby ho odtud vyhnali a v případě odporu zatkli. Kutuzov odmítl dobrovolně opustit mlýn a vypálil do davu několik výstřelů, kterými byli zabiti dva sedláci a jeden zraněn. Pak ho dav zlynčoval. Byl zabit a jeho tělo bylo vytaženo za hřbitov, vhozeno do jámy a pohřbeno, aniž by na něm byly vykonávány křesťanské obřady. Obvinění padlo na kněze Pankova, že Kutuzov zemřel v důsledku svého rozrušení mezi farníky.
Dne 26. dubna, asi v 8 hodin ráno, dorazil oddíl Rudé armády v počtu sedmdesáti lidí se samopaly do vesnice Usť-Nugr a po ohrazení církevního statku zahájil palbu. Vojáci Rudé armády, kteří vtrhli do domu, zasáhli kněze kulkou, pak mu způsobili několik ran bajonetem a poškodili mu lebku. Nejstarší syn otce Ivana Nikolaj, frontový důstojník byl zabit u jeho lůžka a nejmladší Petr, sedmnáctiletý student 2. ročníku Orelského duchovního semináře dokázal utéct z domu, ale nepodařilo se mu uprchnout, byl zabit na ulici. Naživu zůstala pouze jeho tchyně. Ve stejné době byl zastřelen sedlák, který přišel do domu kněze vyjednat svatbu, a mladý muž, který se v tu chvíli náhodou nacházel poblíž chrámu. Majetek kněze byl vydrancován.
Otec Ivan byl se svými syny pohřben na farním hřbitově. Zde byli také pohřbeni další nevinné oběti tohoto zločinu; Vasilij Grigorjevič Gudkov (52 let) a Petr Grigorjevič Koňachin (21 let). Pohřební službu vykonal kněz M. Petropavlovskij, diakon Nikon Poltěv a psalomščik I. Daňšin. Již dříve 23. dubna byl na farním hřbitově pohřben 21letý sedlák Michail Iljič Jevstratov, který byl zabit při dobývání mlýna dne 22. dubna. Pohřeb byl podle uvedeného data proveden narychlo. Tento pohřeb vedl kněz Ivan a diakon Nikon.

## Kanonizace
Dne 20. srpna 2000 jej a jeho syny Ruská pravoslavná církev svatořečila jako mučedníky a byli zařazeni mezi Sbor všech novomučedníků a vyznavačů ruských.
Jeho svátek je připomínán 9. května (26. dubna – juliánský kalendář).